# 老鹰乐队
老鹰樂團（英語：Eagles），美國洛杉磯的一支摇滚乐队，成立於1970年代早期，至今共发行7張專輯與29支單曲。樂團於1980年一度解散，於1994年重組，開始在各地进行巡回演唱。樂團有5首頭號單曲，得到6次葛萊美獎，5次全美音樂獎，6張頭號專輯，20世紀末的《Their Greatest Hits (1971–1975)》精選輯和《Hotel California》這二張專輯被美國唱片工業協會列入20張全美最暢銷專輯。《Hotel California》在《滾石雜誌》史上最偉大500張專輯排名第37位，2004年《滾石雜誌》史上最偉大100位藝術家排名第75位。1998年老鹰乐队被引入摇滚名人堂。2012年5月，格倫·弗雷，唐·亨利，喬·沃爾什和提摩西·許密特一起獲得伯克利音樂學院榮譽博士學位。

## 紀錄
老鹰乐队是世界最暢銷專輯的美國樂團之一，已售出超過1.5億張唱片，包括銷售4200萬張的《Their Greatest Hits (1971–1975)》和3200萬張的《加州旅馆》。他們的精選合輯《Their Greatest Hits (1971–1975)》是美國20世紀最暢銷的專輯。他們是美國歷史上銷售量第五高的美國樂團。
1972年，樂團發行了他們的首張也是同名專輯《老鹰》，創造了三首《告示牌雜誌》前40名的單曲：“轻松完美”，“Witchy Woman”和“平静轻松的感觉”。
1973年，樂團第二張專輯《Desperado》並不如第一張專輯成功，僅在榜單上達到41名，這張專輯的單曲都沒有達到前40名，然而，卻有很受歡迎的兩首歌曲：“亡命之徒”和“Tequila Sunrise”。
1974年，樂團發行了《On the Border》，加入了吉他手唐·費爾德作為專輯錄製中途的第五名成員。這張專輯創造了兩首前40首單曲：“Already Gone”和樂團的第一首冠軍單曲“我最好的爱”。
1975年，他們的專輯《那一夜》包括三首前10名單曲：“那一夜”、“说谎的眼睛”、和“直到极限”，是樂團第一次得到的冠軍專輯。
1975年，吉他手和主唱喬·沃爾什也加入了樂團，取代了伯尼·利登。樂團繼續取得成功，並於1976年底達到了商業高峰，隨後專輯《加州旅馆》的發布，僅在美國就銷售了1600多萬張，全球銷量超過了3200萬張。這張專輯收錄了兩首單曲，“New Kid in Town”和“加州旅館”。
1979年，發行了他們的最後一張錄音室專輯，以貝斯手提摩西·許密特為特色的專輯《從長遠來看》，產生了三首前10名單曲：“Heartache Tonight”，“The Long Run”和“I Can't Tell You Why”也是另一張成功上榜的專輯。
1980年7月，老鹰乐队解散。但在1994年重新團聚合組，發行專輯《永遠不可能的事》（地域凍結了），這是現場和新的表演播放室軌道的混合，他們一直巡迴演出。2007年老鷹樂隊發行了《远离伊甸园》，這是他們28年來第一張完整的錄音室專輯，也是他們的第七張專輯。第二年他們推出《伊甸園之旅漫漫長路巡迴演唱會》，以宣傳支持這張專輯。
2013年，他們發行樂團紀錄片《老鷹的歷史》，開始了《老鷹的歷史》巡迴演出。
在2016年1月弗雷去世後，亨利在幾次採訪中表示，他並不認為樂團會再次表演。
然而，老鹰乐队繼續從2017年開始與來賓音樂家Deacon Frey(格倫·弗雷的兒子)和Vince Gill一起演出。

## 歷史

### 1971 - 1973：形成和早期發行
老鹰樂團成立於1971年，当时琳达·朗絲黛和唱片製作人约翰·博伊蘭招募了当地音乐家格倫·弗雷和唐·亨利为琳達的乐队當伴奏。唐·亨利當時要从加州洛杉矶去德克萨斯州帮肯尼·羅傑斯製作一张专辑,格倫·弗雷是從密西根州来到洛杉磯，格倫·弗雷之前和John David Souther合組過叫 Longbranch Pennywhistle的鄉村搖滾樂團；弗雷和亨利二人1970年相約在洛杉磯西好萊塢的遊吟詩人夜總會进行了讨论，並且相互認識熟悉。藍迪·邁斯納曾与瑞奇·尼爾森一起工作于the Stone Canyon Band，以及the Flying Burrito Brothers的伯尼·利登，后来还加入了琳達·朗絲黛的樂队團员，为她的《
絲質錢包》专辑的夏季巡演做伴奏。
在巡演期间，格倫·弗雷和唐·亨利决定组一个乐队，兩個人一起告诉琳達·朗絲黛他们的企圖想法。弗雷記得後来琳達·朗絲黛建議樂團可以加入伯尼·利登，琳達·朗絲黛並且安排伯尼·利登加入她的樂隊演奏，因此弗雷和亨利可以和利登一起演奏，而為合组樂團準備。他们也把想法带给了藍迪·邁斯納，並且把他带到樂隊。这一次四个人在琳達后面一起為七月舉行迪斯尼樂園的音乐会上，四個人也出现在她的同名专辑中，樂團已然形成。後来有人建议J. D. Souther应该加入乐队，但藍迪·邁斯納反对。四人在1971年9月和庇護紀錄簽署唱片合約，這個唱片公司是傑克遜·布朗介紹給弗雷的，由大衛·格芬所創立。格芬收購了弗雷和亨利他們與阿莫斯唱片公司的前合約，並把四人送到科羅拉多州的亞斯本去發展成樂團。起初還沒有定下樂團的名字，他們於1971年10月以(青少年國王)和(緊急情況)的名字在亞斯本的一家名為“畫廊”的俱樂部進行了首場演出。唐·費爾德的記憶認為是伯尼·利登最早提出樂團名稱，因為利登曾閱讀過霍皮族對鷹的崇敬，樂團在莫哈韋沙漠郊遊中，在仙人掌旁喝著龍舌蘭酒時是他所提議。然而，卻有不同的說法，J. D. Souther說當他們看到老鷹在天空飛行時，弗雷喊出了“老鷹！”。而史蒂夫·馬丁，從他們在游吟詩人早期樂團的朋友，由他的自傳中回憶說，他建議他們應該被稱為“老鷹”，因此弗雷就堅持認為樂團的名稱就是“老鷹”。大衛·格芬和夥伴埃利奧特·羅伯茨最初管理老鹰乐队，他們後來被歐文·阿佐夫取代，而老鹰乐队那時正在錄製他們的第三張專輯。

### 1973 - 1975：《On the Border》和《One of These Nights》
对于他们的下一张专辑《On the Border》，Henley和Frey希望乐队摆脱乡村摇滚风格的影响，而更多地转向硬摇滚。老鹰乐队最初是由Glyn Johns担任这张专辑的制作人，但他倾向于强调双刃音乐的郁郁葱葱的一面。在仅完成两首可用歌曲后，乐队转向Bill Szymczyk制作了专辑的其余部分。Szymczyk想要歌曲《Good Day in Hell》中一位精干的吉他手，乐队想起了Bernie Leadon的儿时朋友Don Felder，他是一名吉他手，1972年在波士顿为Yes开张时就在乐队后台演出。费爾德（Felder）被弗雷（Frey）昵称为“手指”（Fingers），这个名字因他的吉他熟练程度而持續。1974年1月，弗雷（Frey）打电话给费爾德（Felder），在歌曲《地狱的美好时光》（Good Day in Hell）中增加了滑音吉他，令人印象深刻，以至于他们第二天邀请他加入乐队，成为第五支老鹰。他出现在专辑中的另一首歌曲上，是节奏快的分手歌曲“Already Gone”，他与Frey进行了吉他二重唱。“已经消失”作为专辑的第一张单曲发行，在排行榜上达到第32位。1975年3月1日，在边境上发行了排名第一的Billboard单曲（“Best of My Love”），登上排行榜榜首。这首歌是Eagles的五张排行榜榜首。专辑包括Tom Waits歌曲“Ol'55”的翻唱版本和单曲“James Dean”，在榜单上排名第77。
乐队于1974年4月6日在加利福尼亚州安大略市的加利福尼亚果酱音乐节上演出。该音乐节吸引了300,000多名歌迷，并被誉为“西海岸的伍德斯托克音樂藝術節”，该音乐节的主题是黑色安息日，艾默生，莱克和帕尔默，深紫，球风火，海豹与小农场，阿肯色州黑橡树和稀土等乐队。节目的某些部分在美国的ABC电视上进行了电视转播，使老鹰乐队获得了更多的观众。费爾德被叫去参加儿子的出生而错过了演出。杰克逊·布朗用钢琴和原声吉他填补了他的缺席。
老鹰乐队于1975年6月10日发行了他们的第四张录音室专辑《One of These Nights》。老鹰乐队的突破性专辑使他们成为国际巨星，这是连续四张连续第一张专辑中的第一张。Henley和Frey的主要作曲合作伙伴关系在这张专辑上继续。第一首单曲是同名曲，成为他们连续第二个排行榜冠军。弗雷说这是他有史以来最喜欢的老鹰乐队单曲。第二张单曲是“Lyin'Eyes”，在榜单上排名第二，并赢得了乐队的第一张格莱美奖，获得了“二人组或声乐组合的最佳流行表演”。最终单曲“Take It to the Limit”是由Meisner，Henley和Frey创作的，这是唯一在主唱中采用Meisner的老鹰单曲。这首歌在排行榜上排名第四。乐队发起了一次全球巡回演唱会，以支持该专辑，该专辑获得了格莱美奖年度专辑提名。该乐队在1975年9月25日的《滚石》杂志的封面上作了专题报道，并于9月28日与琳达·罗什塔，傑克遜·布朗和Toots and Maytals一同在55,000名观众面前在阿纳海姆体育场进行表演。
《One of These Nights》是他们最后一张以创始成员伯尼·利登为特色的专辑。伯尼·利登为专辑写了三首歌，或与他人合写，其中包括与女友Patti Davis（时任加利福尼亞州州長罗纳德·雷根和南希·里根的女儿）一起写的“I Wish You Peace”。以及器乐“Journey of the Sorcerer”，后来该歌曲用作BBC广播电视版《银河漫游指南》的主题音乐。随着乐队的风格从他偏爱的乡村音乐转移到摇滚乐，利登对乐队音乐的发展方向感到失望。他的不满（主要是对Frey的不满）沸腾了整整一个晚上，当时Frey生动地谈论着他们下一步应该走的方向，利登向他的头上倒了啤酒，并说：“老兄，您需要放松一下！”在经过数月的否认之后，1975年12月，利登宣布离开乐队。

### 1975 - 1977：《加州旅馆》取得成功
伯尼·利登(Bernie Leadon)的替代者是吉他手兼歌手乔·沃尔什，他已经成为乐队的朋友多年了。他之前曾是James Gang樂團成員，後來加入Barnstorm樂團，並且曾独奏演唱過。他那時由Azoff管理，并使用Szymczyk作为唱片制作人。人们最初对沃尔什的乐队适应能力感到担忧，因为他认为老鹰乐队“太过狂野”了，尤其是亨利。利登离开后，老鹰乐队的早期乡村音乐几乎完全消失了，乐队采用了更强硬的声音，并加入了Felder和Walsh。然而，费爾德（Felder）在以后的巡演中也必须演奏班卓琴，踏板鋼電吉他和曼陀林，而这以前是利登的专长。
1976年初，乐队发行了他们的第一张合辑，他们的《 Greatest Hits》（1971-1975年）。这张专辑成为20世纪美国销量最高的专辑，此后在美国售出了2900万张（不包括流和曲目），在全球售出了4200万张。它一直是有史以来最大的卖主，直到2009年艺术家去世后，迈克尔·杰克逊的《颤栗》（Thiller）接管了它。专辑巩固了该乐队作为十年来最成功的美国乐队的地位。
1976年12月8日发行的下一张专辑《Hotel California》是乐队的第五张录音室专辑，也是第一张以沃尔什为特色的专辑。这张专辑用了一年半的时间完成，这一过程加上巡回演出使乐队筋疲力尽。专辑的第一张单曲“New Kid in Town”成为了Eagles的第三张单曲

### 1994 - 2001：乐队重组和“冰封地狱”巡回演出
老鹰乐队的鄉村致敬專輯《Common Thread: The Songs of the Eagles》於 1993年發行，樂團解散13年後。特拉維斯·特里特堅持在他的“Take It Easy”影片中加入長跑時代的老鷹樂隊，他們同意了。經過多年，樂團於隔年正式重聚。陣容由五位Long Run 時代的成員組成：Frey、Henley、Walsh、Felder 和Schmit，巡迴成成員則以Scott Crago（鼓手）、John Corey（鍵盤、吉他、和聲）、Timothy Drury（鍵盤、吉他、和聲）），以及前洛金斯和墨西拿伴奏者阿爾·加斯（薩克斯風、小提琴）在舞台上。
「鄭重聲明，我們從未解散，我們只是度過了14年的假期，」Frey在1994年4月的首次現場演出中說道，這是為錄製現場專輯和配套MTV 特別節目而進行的兩場演出之一，兩者均名為Hell Freezes Over（以亨利反覆聲明的方式命名，即「當地獄結冰時」該團體將重新聚在一起）；這張專輯首次亮相就在公告牌專輯排行榜上排名第一。其中包括四首新的錄音室歌曲，其中“Get Over It”和“Love Will Keep Us Alive”均躋身前40名熱門歌曲。這張專輯取得了成功，在美國賣出了600萬張。
樂團隨後於1994年開始巡演，9月因弗雷憩室炎嚴重復發而中斷，但於1995年恢復並持續至1996年。1998年，老鷹隊入選搖滾名人堂。在入會典禮上，老鷹樂隊的全部七名成員（弗雷、亨利、費爾德、沃爾什、施密特、利登和邁斯納）一起演奏了兩首歌曲：“Take It Easy”和「Hotel California」。隨後進行了幾次重聚巡演（沒有利登或邁斯納），以其創紀錄的票價而聞名。
老鹰乐队於1999年12月28日至29日在拉斯維加斯的曼德勒灣活動中心演出，隨後於12月31日在洛杉磯斯台普斯中心舉行了一場音樂會。這些演唱會是費爾德最後一次與樂隊一起演出和演出（包括計劃發布的影片）後來成為費爾德對其前樂隊成員提起訴訟。音樂會錄音作為2000年11月四碟精選作品：1972-1999套裝的一部分以CD形式發行。除了音樂會之外，這套唱片還包括樂隊的熱門單曲、專輯曲目和The Long Run 會議的片段。精選作品於2002年獲得美國唱片工業協會（RIAA）白金認證。[67]樂團於2001年恢復巡演，陣容包括弗雷、亨利、沃爾什和施密特，以及斯圖爾特·史密斯（吉他、曼陀林、鍵盤、和聲；基本上接替了費爾德的角色）、麥可湯普森（鍵盤、長號））、威爾霍利斯（鍵盤、和聲）、史考特克拉戈（鼓、打擊樂）、比爾阿姆斯壯（法國號）、阿爾加斯（薩克斯風、小提琴）、克里斯蒂安·莫斯特特（薩克斯）和格雷格·史密斯（薩克斯風、打擊樂）。

### 2001 - 2007：Don Felder的起诉和乐队中断
2001年2月6日，唐·費爾德被老鷹樂隊解僱。作為回應，他對加州的「Eagles, Ltd.」公司提起了兩起訴訟；唐‧亨利，個人；格倫·弗雷，個人；和“Does 1-50”違反默示事實合約和違反信託義務，據報道要求賠償5000萬美元。費爾德聲稱，從1994年 Hell Freezes Over 巡演開始，Henley 和 Frey“...堅持要求他們各自獲得樂隊利潤的更高比例......”，而這些錢之前已被分成五等份。費爾德指責他們強迫他簽署一項協議，根據該協議，亨利和弗雷將獲得《選集：1972-1999》收益三倍的收益。

### 2007 - 2013：《Long Road Out of Eden》和世界巡演
2007年，老鷹樂隊包括由弗雷、亨利、沃爾什和施密特在2007年8月20日，由 J. D. Souther創作的《How Long》作為單曲在雅虎發布，並附有線上影片。音樂。這首歌於2007年8月23日在鄉村音樂電視台首次亮相。樂團在20世紀70年代初到中期的現場表演中表演了這首歌，但當時沒有錄製它，因為 Souther 想保留它以供使用在他的第一張個人專輯中。索瑟此前曾與老鷹樂隊合作，共同創作了一些他們最熱門的歌曲，包括“Best of My Love”、“Victim of Love”、“Heartache Tonight”和“New Kid in Town”。
2007年10月30日，老鹰乐队發行了《Long Road Out of Eden》，這是他們自1979年以來第一張全新專輯。專輯發行後的第一年，該專輯僅在美國透過樂團的網站沃爾瑪購買。以及山姆會員商店。它可以透過其他國家的傳統零售店購買。這張專輯首次在美國、英國、澳洲、紐西蘭、荷蘭和挪威排名第一。它成為他們的第三張錄音室專輯和第七張發行的專輯，被 RIAA 認證為至少七次白金唱片。亨利告訴美國有線電視新聞網，“這可能是我們製作的最後一張老鷹專輯。”
老鷹樂隊於2007年11月7日首次亮相頒獎典禮，當時他們在鄉村音樂協會頒獎典禮上現場表演了“How Long”。
2008年1月28日，發行第二首單曲《Long Road Out of Eden》。「Busy Being Fabulous」在美國告示牌熱門鄉村歌曲排行榜上最高排名第28位，在美國告示牌熱門成人當代歌曲排行榜上最高排名第12位。老鹰乐队於2008年第五次獲得葛萊美獎，以歌曲《How Long》獲得葛萊美最佳鄉村二人組或團體表演獎。
2008年3月20日，老鹰乐队在倫敦O2體育館啟動了他們的世界巡演，以支持《Long Road Out of Eden》。Long Road Out of Eden巡迴美國部分於2009年5月9日在猶他州桑迪的力拓體育場結束。這是在新足球場舉辦的第一場音樂會。巡迴前往歐洲，最終音樂會日期為2009年7月22日在里斯本。2010年夏天，樂團與 Dixie Chicks 和 Keith Urban 一起在北美體育場巡迴演出。巡演擴展到英格蘭，成為2011年7月1日啤酒花農場音樂節的頭條表演。
2010年11月，當被問及老鷹隊是否計劃推出《伊甸園漫漫路》的後續作品時，施密特回答：「我的第一個反應是：不可能。但我在上一張之前就說過了，所以你永遠不知道。樂團是一個脆弱的實體，你永遠不知道會發生什麼。上一張專輯花了很長時間，真的，跨度多年，我們付出了很多。我們有一次休息了一年。我「我不確定我們是否能夠再次做到這一點。我不會關上大門，但我不知道。」沃爾什在2010年表示，在樂隊之前可能還會有一張專輯“把它包起來」。佛雷後來在2012年的一次採訪中表示，樂團已經討論過發行一張EP，其中可能包含4-6首歌曲，其中可能包含原創和翻唱歌曲。

### 2013年至今：《老鹰乐队的历史》发行和巡演；格伦·弗雷去世和乐队调整
2013年2月，老鹰乐队發行了一部橫跨職業生涯的紀錄片《老鷹的歷史》，並於7月開始了11場美國競技場音樂會的支持巡演。Henley 表示，這次巡演在全球擴展並持續到2015年7月，「很可能是我們的最後一次巡演......我們將至少邀請一名前樂隊成員參加這次巡演，有點回歸根源，以及我們如何創作其中一些歌曲。我們將把它分解為基礎，然後將其提升到現在的水平。」原始老鷹樂隊吉他手Bernie Leadon 也出現在巡演中。沃爾什表示：「伯尼很聰明，我從來沒有真正有機會和他一起打球，但我們一直保持聯繫。我們時不時地見到他，我真的很高興他能來，因為這會讓我們的表演更加精彩。」一個檔次，我真的很期待最後能和他一起打球。」前成員蘭迪·邁斯納和唐·費爾德沒有出現。邁斯納曾被邀請，但因健康因素無法參加，而費爾德則從未被邀請。儘管亨利對老鷹隊的訴訟已於2007年和解，但他聲稱費爾德繼續針對該樂隊“採取某種形式的法律行動”，但沒有說明這些形式是什麼。
老鷹樂隊（弗雷、亨利、沃爾什和施密特）原定於2015年獲得肯尼迪中心榮譽獎，但由於弗雷的健康問題而推遲到2016年。
2016年1月18日，創始成員格倫·弗雷在紐約哥倫比亞大學醫學中心去世，享年67歲。死因是類風濕性關節炎、急性潰瘍性結腸炎以及腸道手術恢復期間的肺炎。

在二月份的第58屆格萊美頒獎典禮上，老鷹樂隊與利登、巡迴吉他手斯圖爾特·史密斯和合著者傑克遜·布朗一起表演了“Take It Easy”以紀念弗雷。在隨後的採訪中，亨利表示他不認為樂團會再次演出。

## 乐队成员及角色

### 现任成员
- 唐·亨利（Don Henley） – 鼓手、主唱、吉他手（1971 - 1980；1994 - 2016；2017 - 現在）
- 乔·沃尔什（Joe Walsh） – 主音吉他和節奏吉他、鍵盤樂器、和声和主唱（1975 - 1980；1994 - 2016；2017年 - 現在）
- 提摩西·許密特（Timothy B. Schmit） – 贝斯手、主唱（1977 - 1980；1994 - 2016；2017年 - 現在）

### 已离开成员
- 伯尼·利登（Bernie Leadon） – 吉他手、曼陀鈴、斑鳩琴手（1971 - 1975，2013 - 2016）
- 蘭迪·邁斯纳（Randy Meisner） – 貝斯手（1971 - 1977）（2023年去世）
- 唐·菲德爾（Don Felder） – 主音吉他和節奏吉他、和声（1974 - 1980年；1994 - 2001年）
- 格伦·弗雷（Glenn Frey） – 吉他手、鍵盤樂器、主唱（1971 - 1980；1994 - 2016）（2016年去世）

### 巡演乐手
- Joe Vitale – 键盘、和声（1977 - 1980）
- Scott F. Crago – 鼓、打击乐（1994 - 2016；2017 - 現在）
- Timothy Drury – 键盘、和声、吉他（1994 - 1999）
- Al Garth – 萨克斯管、小提琴（1994 - 2012）
- Will Hollis – 键盘、合成器、和声（2001 - 2015）
- Steuart Smith – 吉他、和声（2001 - 2016；2017 - 現在）
- Michael Thompson – 钢琴、键盘、和声（2001 - 2015）
- John Corey – 钢琴、和声、打击乐、吉他（2017 - 現在）
- Deacon Frey – 人声、吉他（2017 - 現在）
- Vince Gill – 人声、吉他（2017 - 現在）

## 作品列表
- Eagles (1972)
- Desperado (1973)
- On the Border (1974)
- One of These Nights (1975)
- Hotel California (1976)
- The Long Run (1979)
- Long Road Out of Eden (2007)

## 獎項和榮譽
- 老鹰乐队贏得六項葛萊美獎：
  - 1975年，最佳流行音樂表演，二重奏或組合或合唱：說謊的眼睛（英语：Lyin'Eyes）
  - 1977年，最佳唱片：“加州旅館”（單曲）
  - 1977年，最佳聲音的安排：在城裡的新孩子（英语：New Kid in Town）
  - 1979年，最佳搖滾歌唱組合表演：今晚心痛（英语：Heartache Tonight）
  - 2008年，最佳鄉村歌曲表現，二重唱或組合或合唱：多久
  - 2009年，最佳流行樂器表演：
I Dreamed There Was No War
- 1998年樂團入選搖滾名人堂。[10]
- 1999年12月7日美國唱片業協會的世界最暢銷專輯頒發給《Their Greatest Hits (1971–1975)》。
- 2001年樂團入選聲樂集團名人堂（英语：Vocal Group Hall of Fame）。
- 2003年鄉村音樂電視台頒發的40位鄉村音樂偉人中，樂團排名第34名。他們是四組藝術家中的一組，他們是名單上的二人組或小組，其他組分別是阿拉巴馬合唱團排在11名，霧山男孩（英语：Foggy Mountain Boys）排24名，和25名的布魯克斯和鄧恩（英语：Brooks & Dunn）。
- 2015年獲得肯尼迪中心榮譽獎，原本預計2015年12月6日舉行，但由於格倫·弗雷健康狀況不佳，樂團被推遲一年。弗雷在一個月後去世。

### 官方网站
- 老鹰官方网站 （页面存档备份，存于）（英文）
- 老鹰乐队的Instagram帳戶
- Bernie Leadon官方网站
- Don Henley官方网站 （页面存档备份，存于）
- Joe Walsh官方网站 （页面存档备份，存于）
- Timothy B. Schmit官方网站 （页面存档备份，存于）